# Liste der Monuments historiques in Allamps
Die Liste der Monuments historiques in Allamps führt die Monuments historiques in der französischen Gemeinde Allamps auf.

## Liste der Immobilien
| Bezeichnung                 | Beschreibung            | Standort           | Kennzeichnung | Schutzstatus | Datum | Bild           |
| --------------------------- | ----------------------- | ------------------ | ------------- | ------------ | ----- | -------------- |
| Kirche St-Pierre-et-St-Paul | aus dem 13. Jahrhundert | Rue Pasteur (Lage) | PA00105988    | Inscrit      | 1926  | weitere Bilder |

## Liste der Objekte
| Bezeichnung                                | Beschreibung                   | Standort                                  | Kennzeichnung | Schutzstatus | Datum | Bild |
| ------------------------------------------ | ------------------------------ | ----------------------------------------- | ------------- | ------------ | ----- | ---- |
| Skulptur Madonna mit Kind                  | Stein, farbig gefasst, um 1600 | in der Kirche St-Pierre-et-St-Paul (Lage) | PA00105988    | Inscrit      | 1996  |      |
| Taufbecken                                 | Stein, 12. Jahrhundert         | in der Kirche St-Pierre-et-St-Paul (Lage) | PM54000005    | Classé       | 1908  |      |
| Skulptur Heilige Katharina von Alexandrien | Stein, farbig gefasst, um 1600 | in der Kirche St-Pierre-et-St-Paul (Lage) | PM54001344    | Inscrit      | 1996  |      |
| Pietà                                      | Stein, um 1600                 | in der Kirche St-Pierre-et-St-Paul (Lage) | PM54001345    | Inscrit      | 2005  |      |